# Tovarníky
Tovarníky é um município da Eslováquia, situado no distrito de Topoľčany, na região de Nitra. Tem 5,41 km² de área e sua população em 2018 foi estimada em 1.506 habitantes.

## Demografia
| Ano:        | 1994 | 2004   | 2014   | 2024   |
| ----------- | ---- | ------ | ------ | ------ |
| Broj ljudi: | 1239 | 1315   | 1431   | 1540   |
| Razlika:    |      | +6,13% | +8,82% | +7,61% |

| Ano:               | 2023 | 2024   |
| ------------------ | ---- | ------ |
| Número de pessoas: | 1531 | 1540   |
| Diferença:         |      | +0,58% |